# Saucenbinder
Ein Saucenbinder (auch Instant-Saucenbinder genannt) ist ein Pulver auf Basis von Speisestärke und Emulgatoren, das zum Verdicken von Saucen verwendet wird. Er wird dazu lediglich in die kurz aufgekochte Sauce eingerührt. 
Der im Wesentlichen gleiche Effekt lässt sich zwar auch mit einer klassischen Mehlschwitze, mit Mehlbutter oder mit kaltem Wasser verrührter Speisestärke erreichen, Saucenbinder haben jedoch den Vorteil, nicht zu klumpen und sind damit in der Anwendung einfacher.
Dunkle Saucenbinder enthalten darüber hinaus Farbstoffe, meistens Zuckerkulör.